# چایا سینگ
چایا سینگ (انگلیسی: Chaya Singh) بازیگر هندی است که بیشتر در برنامه‌های تلویزیونی و فیلم‌های تامیل و کنادا کار می‌کند. او بازیگری خود را با حضور در فیلم‌های کنادا آغاز کرد و در فیلم‌های تامیل، مالایالم، تلوگو، بنگالی و بوجپوری کار کرده‌است. او به فردی، که در انتخاب نقش‌های خود سخت گیر و مشکل پسند است، شهرت دارد.

## فیلم‌شناسی
| سال  | فیلم                  | نقش       | زبان     | نکات                 | مرجع   |
| ---- | --------------------- | --------- | -------- | -------------------- | ------ |
| ۲۰۰۵ | پلیس                  | کیرتی     | مالایالم |                      |        |
| ۲۰۱۲ | چطوری به تو توضیح بدم | سپنا      | بنگالی   | کارگردان هم خودش بود | [ ۳ ]  |
| ۲۰۱۴ | این عشق کاتیرولان است | وینیترا   | تامیل    |                      | [ ۴ ]  |
| ۲۰۱۶ | زندگی، زندگی          | دیویا     | تامیل    |                      | [ ۵ ]  |
| ۲۰۱۷ | پا پاندی              | پریمالاتا | تامیل    |                      | [ ۶ ]  |
| ۲۰۱۷ | مأمور مخفی            | ویداوتی   | کنادا    |                      | [ ۷ ]  |
| ۲۰۱۸ | شب هزار چشم دارد      | روپالا    | تامیل    |                      | [ ۸ ]  |
| ۲۰۱۹ | اکشن                  | کیالویجی  | تامیل    |                      |        |
| ۲۰۲۰ | خاکی                  | چایا      | کنادا    |                      | [ ۹ ]  |
| ۲۰۲۲ | لیلی رانی             | رانی      | تامیل    |                      | [ ۱۰ ] |
| ۲۰۲۳ | تامیلاراسان           |           | تامیل    |                      | [ ۱۱ ] |

## تلویزیون
| سال       | نام سریال | نقش            | کانال       | زبان  | مرجع   |
| --------- | --------- | -------------- | ----------- | ----- | ------ |
| ۲۰۱۹–۲۰۲۰ | فرار      | دیویا          | سان تی‌وی    | تامیل |        |
| ۲۰۱۹–۲۰۲۰ | ناندینی   | ناندینی / جنای | اودایا تی‌وی | کنادا | [ ۱۲ ] |